# Oxystigma
Oxystigma is een geslacht van libellen (Odonata) uit de familie van de Megapodagrionidae (Vlakvleugeljuffers).

## Soorten
Oxystigma omvat 4 soorten:
- Oxystigma caerulans De Marmels, 1987
- Oxystigma cyanofrons Williamson, 1919
- Oxystigma petiolatum (Selys, 1862)
- Oxystigma williamsoni Geijskes, 1976